# Rellmecke

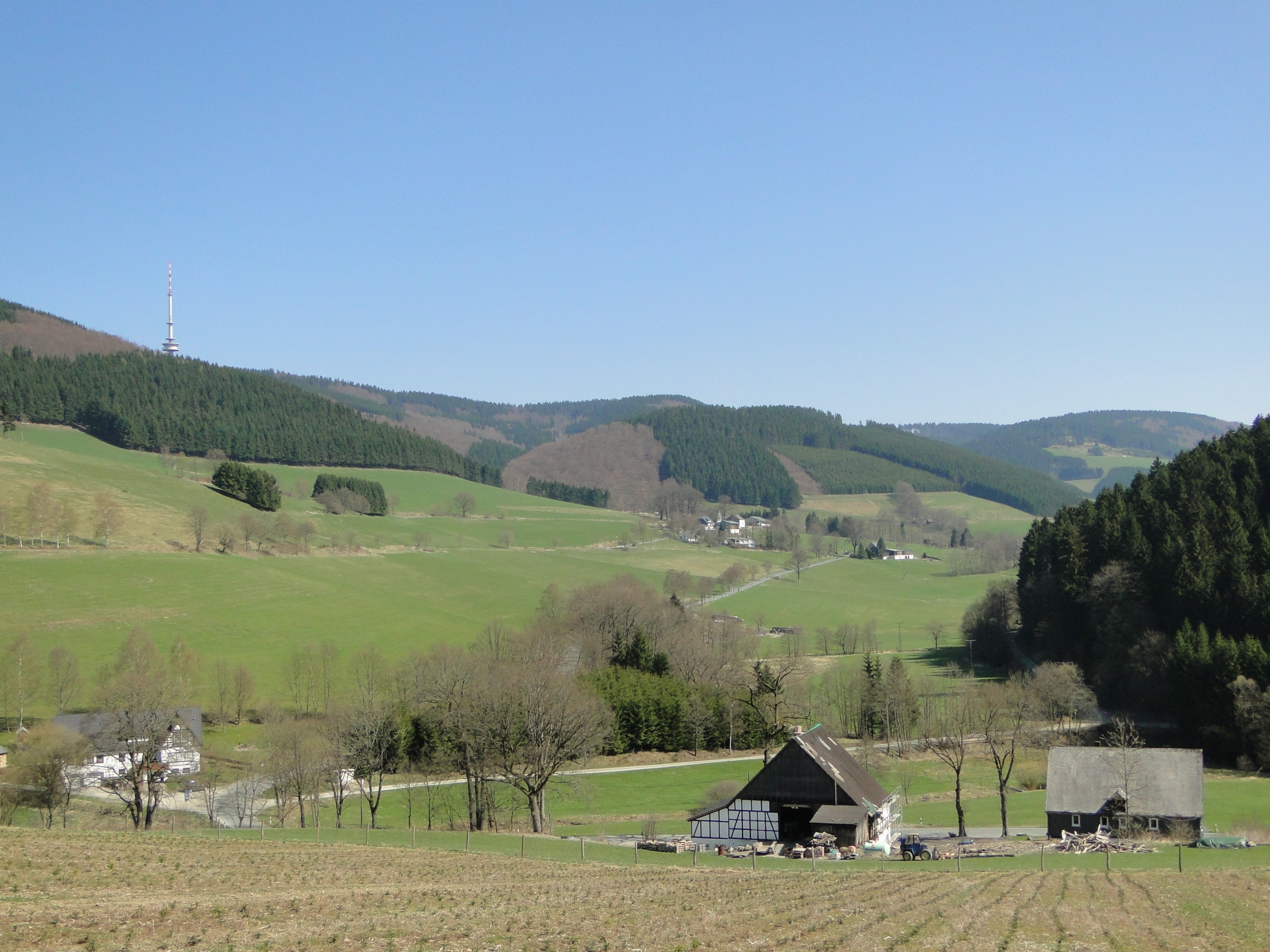
Blick auf Rellmecke und Mittelsorpe. Links der Fernmeldeturm Bödefeld auf der Hunau.

Rellmecke ist ein Ortsteil der Stadt Schmallenberg in Nordrhein-Westfalen.

## Geografie

### Lage
Der Weiler liegt rund zwei Kilometer östlich von Holthausen. Durch den Ort fließt die Sorpe und führt die L 742.

### Nachbarorte
Angrenzende Orte sind Niedersorpe und Mittelsorpe.

## Geschichte
Bereits im Jahre 1895 stand in Rellmecke ein Haus, in dem 5 Personen lebten. Bis zur kommunalen Gebietsreform in Nordrhein-Westfalen gehörte Rellmecke zur Gemeinde Oberkirchen. Seit dem 1. Januar 1975 ist Rellmecke ein Ortsteil der erweiterten Stadt Schmallenberg.